# ريتشارد هيد
ريتشارد هيد (بالإنجليزية: Richard Head) هو مدرب كرة قدم أسترالية أسترالي، ولد في 3 أبريل 1887 في أديلايد في أستراليا، وتوفي في 20 ديسمبر 1940 في Glenelg, South Australia ‏ في أستراليا.

## وصلات خارجية
- ريتشارد هيد على موقع AustralianFootball.com (الإنجليزية)